# Flecha Valona Feminina de 2019
A 22.ª edição da Flecha Valona Feminina celebrou-se a 24 de abril de 2019 sobre um percurso de 118,5 km com início e final na cidade de Huy na Bélgica arrematando no conhecido Muro de Huy.
A carreira fez parte do UCI World Tour Feminino de 2019 como concorrência de categoria 1.wwT do calendário ciclístico de máximo nível mundial sendo a oitava carreira de dito circuito e foi vencida pela ciclista neerlandesa Anna van der Breggen da equipa Boels-Dolmans, quem com esta vitória soma o seu quinto triunfo consecutivo na carreira. O pódio completaram-no a também ciclista neerlandesa Annemiek van Vleuten da equipa Mitchelton-Scott e a ciclista dinamarquesa Annika Langvad da equipa Boels-Dolmans.

## Percorrido
O percurso foi idêntico ao da edição anterior e esteve composto por um grande circuito seguido por circuito menor. Subiram-se 7 cotas, que se indicam a seguir:
| No. | Nome            | Comprimento (m) | Pendente média | km    | km à chegada |
| --- | --------------- | --------------- | -------------- | ----- | ------------ |
| 1   | Côte de Warre   | 45,5            | 2 200          | 4,9 % | 73           |
| 2   | Côte d'Ereffe   | 73              | 2 100          | 5 %   | 45,5         |
| 3   | Côte de Cherave | 83,5            | 1 300          | 8,1 % | 35           |
| 4   | Muro de Huy     | 89,5            | 1 300          | 9,6 % | 29           |
| 5   | Côte d'Ereffe   | 102             | 2 100          | 5 %   | 16,5         |
| 6   | Côte de Cherave | 112,5           | 1 300          | 8,1 % | 6,0          |
| 7   | Muro de Huy     | 118,5           | 1 300          | 9,6 % | 0            |

## Equipas
Tomaram parte na carreira um total de 24 equipas convidadas pela organização, todos eles de categoria UCI Team Feminino, quem conformaram um pelotão de 142 ciclistas das quais terminaram 78. As equipas participantes foram:
| Equipes femininas profissionais (24)- Alé Cipollini - Aromitalia Vaiano - Astana Women's - BePink - Bigla - Boels Dolmans - BTC City Ljubljana - Canyon-SRAM Racing - CCC-Liv - Cogeas-Mettler - Doltcini-Van Eyck Sport - FDJ-Nouvelle Aquitaine-Futuroscope - Hagens Berman-Supermint - Health Mate-Ladies Team - Lotto Soudal Ladies - Mitchelton-Scott - Movistar Team - Parkhotel Valkenburg-Destil - Sunweb Women - Tibco-Silicon Valley Bank - Trek-Segafredo - Valcar Cylance - Virtu Cycling Women - WNT-Rotor Pro Cycling |
| |

## Classificações finais
As classificações finalizaram da seguinte forma:

### Classificação geral
| \| Classificação geral \| Classificação geral \| Classificação geral \| Classificação geral \| Classificação geral \| \| Ciclista \| Ciclista \| Equipe \| Tempo \| \| \| ------------------- \| ---------------------- \| ------------------------- \| ------------------- \| ------------------- \| \| 1. \| Anna van der Breggen \| Boels Dolmans \| 3h17m04s \| \| \| 2. \| Annemiek van Vleuten \| Mitchelton-Scott \| + 1s \| \| \| 3. \| Annika Langvad \| Boels Dolmans \| + 4s \| \| \| 4. \| Marianne Vos \| CCC-Liv \| + 14s \| \| \| 5. \| Demi Vollering \| Parkhotel Valkenburg \| + 16s \| \| \| 6. \| Katarzyna Niewiadoma \| Canyon-SRAM Racing \| + 17s \| \| \| 7. \| Ashleigh Moolman Pasio \| CCC-Liv \| + 20s \| \| \| 8. \| Cecilie Uttrup Ludwig \| Bigla \| + 23s \| \| \| 9. \| Brodie Chapman \| Tibco-Silicon Valley Bank \| + 26s \| \| \| 10. \| Mavi García \| Movistar Team \| + 33s \| \| |                        |                           |          |
| |                        |                           |          |
| Fonte: ProCyclingStats |                        |                           |          |
| Classificação geral |                        |                           |          |
| Ciclista | Ciclista               | Equipe                    | Tempo    |
| 1. | Anna van der Breggen   | Boels Dolmans             | 3h17m04s |
| 2. | Annemiek van Vleuten   | Mitchelton-Scott          | + 1s     |
| 3. | Annika Langvad         | Boels Dolmans             | + 4s     |
| 4. | Marianne Vos           | CCC-Liv                   | + 14s    |
| 5. | Demi Vollering         | Parkhotel Valkenburg      | + 16s    |
| 6. | Katarzyna Niewiadoma   | Canyon-SRAM Racing        | + 17s    |
| 7. | Ashleigh Moolman Pasio | CCC-Liv                   | + 20s    |
| 8. | Cecilie Uttrup Ludwig  | Bigla                     | + 23s    |
| 9. | Brodie Chapman         | Tibco-Silicon Valley Bank | + 26s    |
| 10. | Mavi García            | Movistar Team             | + 33s    |

## UCI World Tour Feminino
A Flecha Valona Feminina outorgou pontos para o UCI World Tour Feminino de 2019 e o UCI World Ranking Feminino, incluindo a todas as corredoras das equipas nas categorias UCI Team Feminino. As seguintes tabelas mostram o barómetro de pontuação e as 10 corredoras que obtiveram mais pontos:
| Posição   | 1.ª | 2.ª | 3.ª | 4.ª | 5.ª | 6.ª | 7.ª | 8.ª | 9.ª | 10.ª | 11.ª | 12.ª | 13.ª | 14.ª | 15.ª | 16.ª-30.ª | 31.ª-40.ª |
| Pontuação | 200 | 150 | 125 | 100 | 85  | 70  | 60  | 50  | 40  | 35   | 30   | 25   | 20   | 15   | 10   | 5         | 3         |

| Classificação |                       |                      |        |
| Posição       | Ciclista              | Equipa               | Pontos |
| ------------- | --------------------- | -------------------- | ------ |
| 1.ª           | Anna van der Breggen  | Boels-Dolmans        | 200    |
| 2.ª           | Annemiek van Vleuten  | Mitchelton-Scott     | 150    |
| 3.ª           | Annika Langvad        | Boels-Dolmans        | 125    |
| 4.ª           | Marianne Vos          | CCC-Liv              | 100    |
| 5.ª           | Demi Vollering        | Parkhotel Valkenburg | 85     |
| 6.ª           | Katarzyna Niewiadoma  | Canyon SRAM Racing   | 70     |
| 7.ª           | Ashleigh Moolman      | CCC-Liv              | 60     |
| 8.ª           | Cecilie Uttrup Ludwig | Bigla                | 50     |
| 9.ª           | Brodie Chapman        | Tibco-SVB            | 40     |
| 10.ª          | Mavi García           | Movistar             | 35     |